# Xã Reeder, Quận Anderson, Kansas
Xã Reeder (tiếng Anh: Reeder Township) là một xã thuộc quận Anderson, tiểu bang Kansas, Hoa Kỳ. Năm 2010, dân số của xã này là 452 người.